# Passo della Novena
Il passo della Novena o della Nufenen (in tedesco: Nufenenpass) è un valico alpino a 2.478 m s.l.m. di altitudine in Svizzera che mette in collegamento la Valle di Goms nell'alto Vallese con la Val Bedretto nell'alto Ticino.

## Descrizione

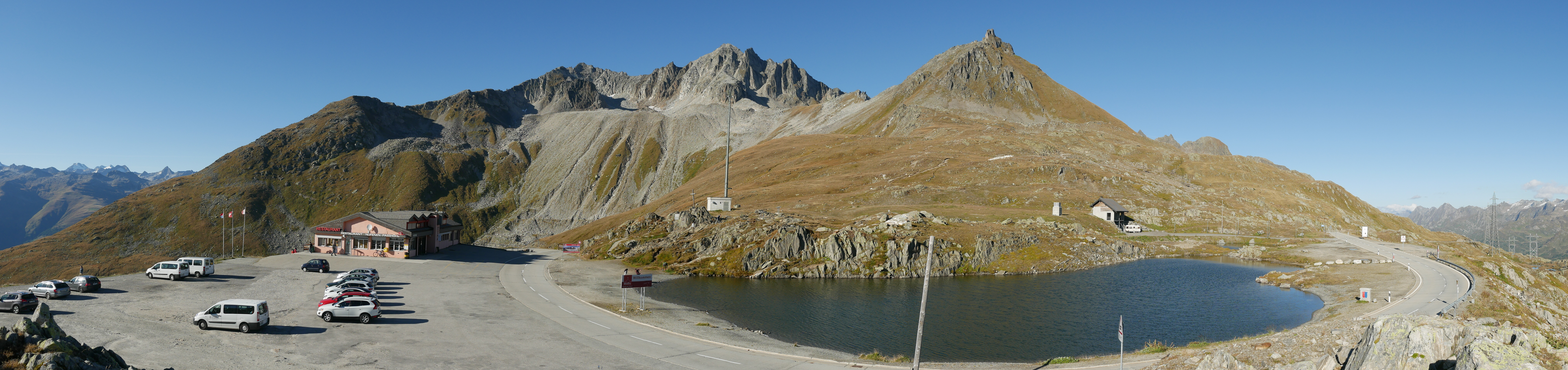
Nufenen Pass

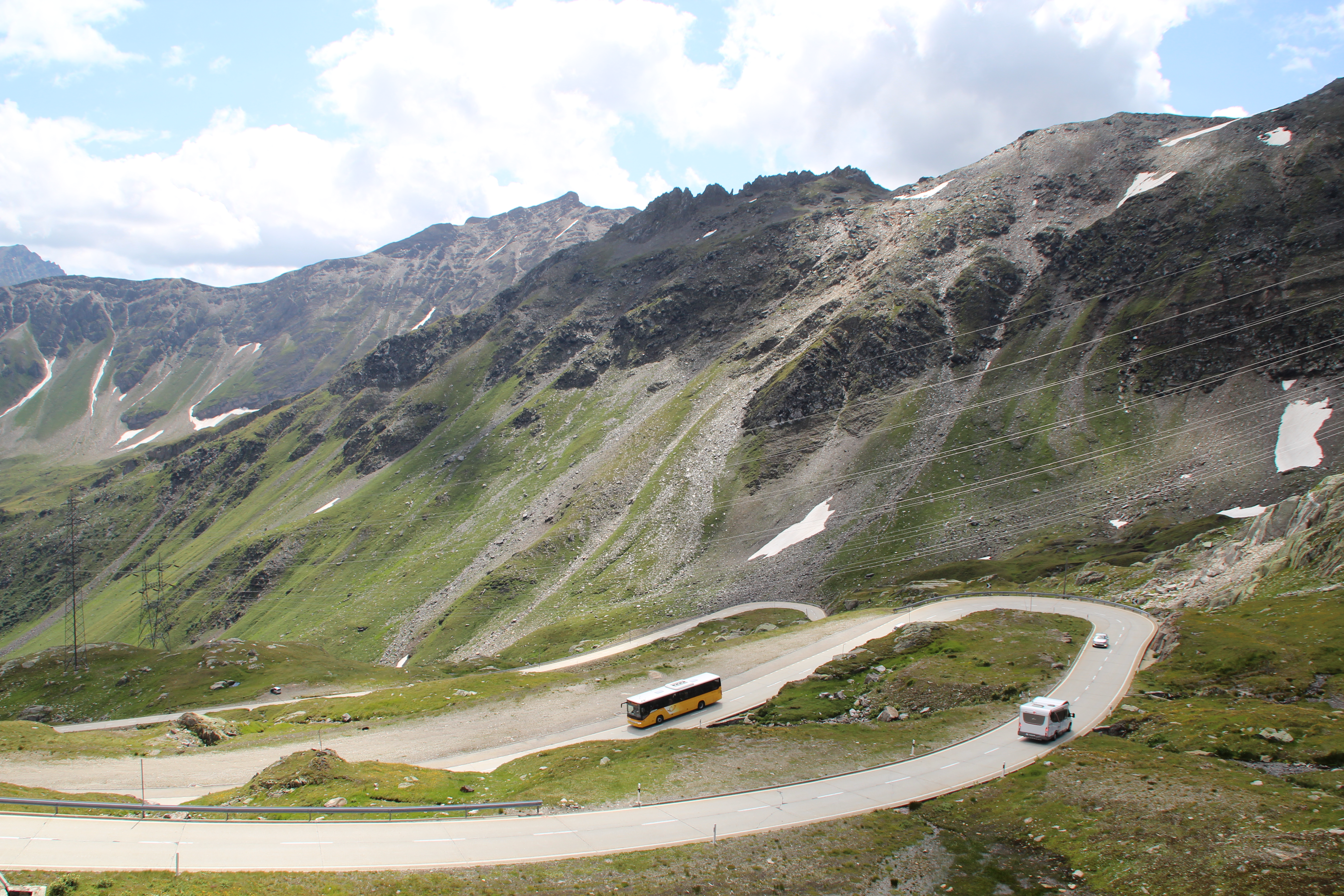
La strada che sale al passo

È il secondo valico alpino più alto della Svizzera dopo quello dell'Umbrail (2.503 m s.l.m.), seguito dal Passo della Furka (2.436 m s.l.m.). La strada del passo fu costruita tra il 1965 e il 1969, anno nel quale fu aperta al traffico motorizzato. Conduce da Ulrichen, in Canton Vallese, paesino a 36 km da Briga, ad Airolo, nel Canton Ticino. Precedentemente il passo era ubicato circa 500 m più a Sud di quello attuale a 2.439 m s.l.m. 
Si tratta di una via che fu in passato molto importante per il traffico tra il Ticino e il Vallese, descritta in numerose pubblicazioni storiche (si menzionava il passo già nel XII secolo). Nei pressi si trovano il Lago Gries e la Capanna del Corno Gries, il Passo del Corno con l'omonimo laghetto e il punto più a ovest del Canton Ticino. Nella zona del passo della Novena si trovano le sorgenti del fiume Ticino e dell'Ägene.